# Heiland
Heiland bezeichnet im Christentum Jesus Christus als Erlöser der Menschen im Sinne der christlichen Heilslehre; daneben – und der ursprünglichen Wortbedeutung entsprechend – auch allgemein für Erlöser, Erretter und Helfer. Es leitet sich vom Mittelhochdeutschen, Althochdeutschen und Altsächsischen heilant u. ä. her, wurde nach dem Partizip Präsens des Verbums heilen gebildet, und ist eine den westgermanischen Sprachen gemeinsame Lehnübersetzung des kirchenlateinischen Salvator mundi, das seinerseits das griechische Soter übersetzt.
Der Begriff wird auch im Zusammenhang mit dem Ehrentitel Salvator mundi („Erlöser der Welt“) gebraucht. Als Soteriologie wird die entsprechende Dogmatik in der christlichen Theologie bezeichnet.

## Ikonografie

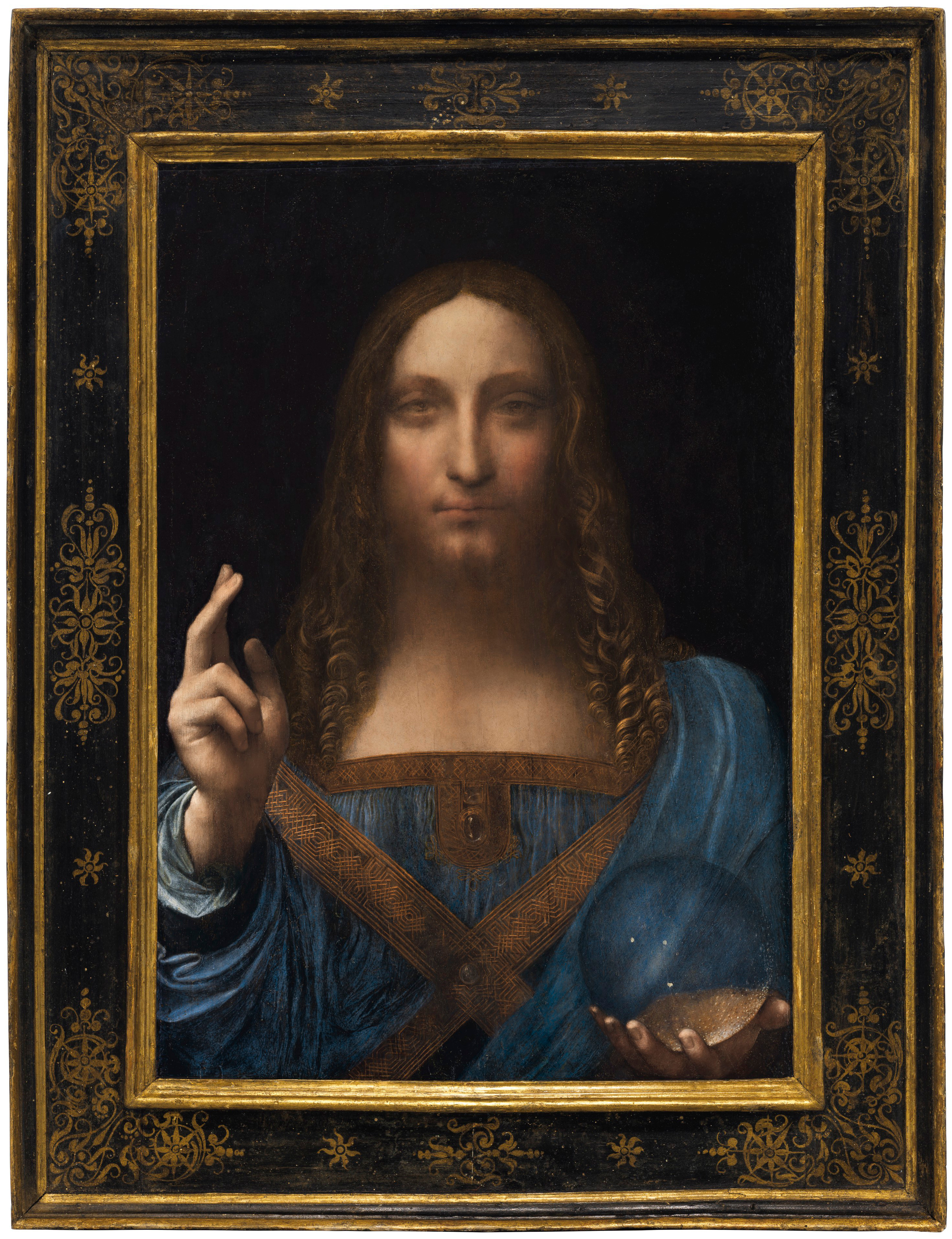
Salvator mundi, Leonardo da Vinci zugeschrieben
Wappen des Amtes Wilstermarsch im Kreis Steinburg, Schleswig-Holstein, Christus als Salvator mundi

In der christlichen Ikonografie ist der Heiland oft dargestellt als Salvator mundi: die rechte Hand zum Segen erhoben und in der Linken einen Reichsapfel, eine Weltkugel mit aufgesetztem Kreuz oder eine Weltkugel.